# 스테파노스 드라구미스

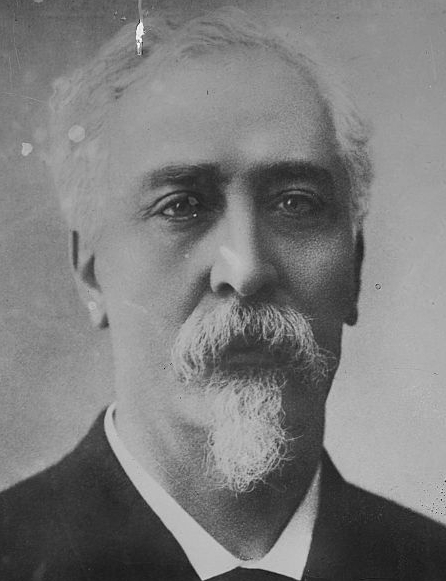
스테파노스 드라구미스

스테파노스 드라구미스(그리스어: Στέφανος Δραγούμης, 1842년 ~ 1823년)는 판사, 작가, 그리스의 총리(1909년)였다. 그의 아버지는 이온 드라구미스다.

## 어린 시절
그의 할아버지인 마르코스 드라구미스 (1770-1854)는 필리키 에타리아의 회원 (1814년 ~ 1921년)이었다. 드라구미스는 1842년에 아테네에서 태어났으며 법학을 공부해서 판사가 되었다.

## 정치 경험
그는 법무부의 사무국장이 되었으며 정치상으로 볼 때 굉장히 활발했다. 그는 후에 그리스 의회의 의원으로 선출되었으며 외교부, 법무부, 내무부 장관을 맡았다. 그는 마케도니아의 그리스인 충돌 사태에도 활발한 움직임을 보였다. 마케도니아 위원회(Macedonian Committee)는 스테파노스 드라구미스가 1904년에 세운 단체이다.

## 1909년 개혁 정부
1909년에 발생한 구디 반란 때문에 그리스 정국은 안개속으로 빠져들어갔다. 크레타와의 통합과 군사개혁에 대한 현안이 큰 것으로 나타났다. 키리아쿨리스 마브로미할리스가 1909년 1월에 총리직을 사임한 후에 드라구미스는 개혁 정부의 일원으로서 임명되었으며 군사 정부는 해산되었다. 동시에 크레테를 떠난 엘레프테리오스 베니젤로스가 아테네에 도착했으며 그리스와 크레테의 통합을 끝맞혔다. 3월에 그리스 정부는 '개혁 정부'를 소집하기로 결정했다. 드라구미스 정부는 그들에게 놓여진 두 개의 미션에 대한 요구에 대해 강력히 대응했다. 이 두 개의 미션이란 개혁의 진행에 유연한 태도를 유지하는 것과 입법 프로그램을 완성시키는 것이다. 9월에 베니젤로스가 그의 지지자들을 불러모으며 아테네에 도착했다. 이것은 그의 정치적 영향력을 의미했다. 요르요스 1세는 베니젤로스를 불러서 정부를 구성하라고 했고 드라구미스는 사임했다.